# Rion Ishikawa
Rion Ishikawa (en japonés: 石川 璃音; Akita, Japón; 4 de julio de 2003) es una futbolista japonesa. Juega de defensa y su equipo actual es el Urawa Red Diamonds Ladies de la WE League. Es internacional absoluta por la selección de Japón desde 2022.

## Trayectoria
Debutó en la WE League por las Urawa Red Diamonds Ladies el 23 de octubre de 2022 ante Parceiro Nagano.

## Selección nacional
A nivel juvenil, ganó el Campeonato Sub-16 de la AFC de 2019, y formó parte del plantel que logró el segundo lugar en la Copa Mundial Sub-20 de 2022.
Debutó por la selección de Japón el 23 de febrero de 2023 ante Canadá por la Copa SheBelieves.
Fue citada a la Copa Mundial de 2023.

### Participaciones en copas del mundo
| Copa                 | Sede                    | Resultado    |
| -------------------- | ----------------------- | ------------ |
| Copa Mundial de 2023 | Australia Nueva Zelanda | Por disputar |

## Clubes
| Club                      | País  | Año           |
| ------------------------- | ----- | ------------- |
| Urawa Red Diamonds Ladies | Japón | 2022-presente |

## Palmarés

### Títulos nacionales
| Título                | Club                      | País  | Año     |
| --------------------- | ------------------------- | ----- | ------- |
| WE League             | Urawa Red Diamonds Ladies | Japón | 2022-23 |
| Copa de la Emperatriz | Urawa Red Diamonds Ladies | Japón | 2022    |

### Títulos internacionales
| Título                      | Equipo                    | Sede      | Año  |
| --------------------------- | ------------------------- | --------- | ---- |
| Campeonato Sub-16 de la AFC | Selección sub-17 de Japón | Tailandia | 2019 |